# Dąbek Wolności
Dąbek Wolności – dąb szypułkowy (Quercus robur L.) rosnący w północnej części Parku Konstytucji 3 Maja w Suwałkach.  
Dąb liczy ok. 24 m wysokości, szerokość korony drzewa to 14 m (dokonany w październiku 2014 r. pomiar pierśnicy wykazał 186 cm). Okala go niewielkie ogrodzenie w kształcie koła, składające się z 6 kamiennych słupków. Słupki połączone zostały kutym łańcuchem, podobnie jak całe ogrodzenie okalające Park Konstytucji 3 Maja. Pod drzewem umieszczono pamiątkowy kamień z wyrytą inskrypcją: „3 maj 1791-1923”. Obecnie znajduje się tu niewielki, wybrukowany kostką granitową (podobnie jak wszystkie parkowe aleje) placyk ukształtowany poprzez krzyżujące się: aleję główną i boczną eliptyczną aleję.

## Historia
Dąb posadzono 3 maja 1923 roku na środku głównej parkowej alei, ok. 30 metrów od statui Matki Boskiej. Sadzonkę drzewka wyhodowano z nasion zasadzonych w 1918 r., w roku odzyskania przez Polskę niepodległości.

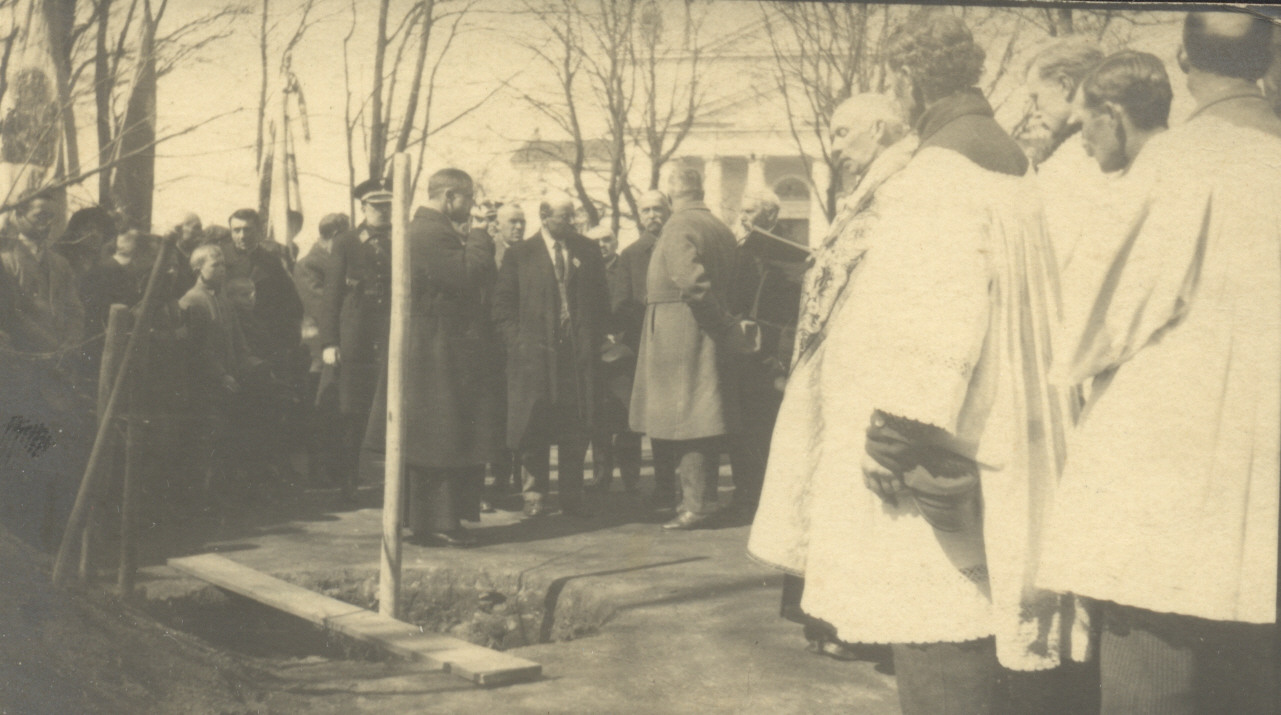
Sadzenie Dębu Wolności. Ze zbiorów Muzeum Okręgowego w Suwałkach

Drzewo zostało posadzone z inicjatywy suwalskich kół niepodległościowych. Dużym wkładem w to przedsięwzięcie wykazała się dyrekcja (m.in. ówczesny dyrektor Jan Firewicz) Gimnazjum Męskiego imienia Karola Brzostowskiego w Suwałkach. W uroczystości, którą poprzedziły nabożeństwa, brali udział uczestnicy walk o niepodległość Polski, miejscowe władze, młodzież szkolna, mieszkańcy miasta i goście. Ksiądz doktor Kazimierz Grunwald, ówczesny prefekt szkolny i wieloletni członek władz suwalskiego koła Polskiej Macierzy Szkolnej, dokonał poświęcenia dębu. Nieco później umieszczono pod nim głaz z napisem: „3 maj 1791-1923”.

Legenda jakoby drzewko sadził sam Marszałek Józef Piłsudski jest nieprawdziwa. Oczywiście jest to zwykła fikcja, zwykłe zmyślenie. Trzeba uznać rzeczywiste fakty. Józefa Piłsudskiego w 1923 roku w Suwałkach nie było. Owszem przebywał on w tym mieście, ale w dniach 12 i 13 września 1919 r., a więc niedługo po wyzwoleniu Suwałk spod niemieckiej okupacji.
Zygmunt Stankiewicz tak wspomina majowe wydarzenia 1923 roku: 3 maja 1923 roku, w rocznicę Konstytucji, w parku miejskim w Suwałkach naprzeciw kościoła św. Aleksandra posadzono młody dąb na pamiątkę odzyskania niepodległości. Zakopano akt erekcyjny i położono kamień z odpowiednim napisem. Była wielka uroczystość, wszystkie szkoły, tłumy ludzi, przemówienia. W czasie okupacji Niemcy usunęli kamień, ale podobno nie znaleźli aktu erekcyjnego. Dziś ten dąb jest już dużym drzewem
Relacja Stankiewicza mówi, iż Niemcy usunęli kamień z pamiątkową inskrypcją natomiast inne dostępne publikacje podają, że głaz został ukryty przez mieszkańców Suwałk i dzięki temu udało się go zachować. Czytamy o tym m.in. w pracy Krzysztofa Skłodowskiego: Okres do zajęcia miasta przez wrogie wojska mieszkańcy wykorzystali do ukrycia zdobiących go pamiątek i symboli narodowych, by wymienić tylko tablicę upamiętniającą miejsce urodzenia Marii Konopnickiej czy pamiątkowy kamień w ogrodzie miejskim przy Dąbku Wolności.
W 1957 roku drzewo uznano za pomnik przyrody i objęto ochroną prawną.
Kazimierz Omiljanowicz w swojej autobiograficznej książce „Czas pełni i słonecznego budowania” pisze: W środkowej części ogrodu rosły piękne sztamowe róże, a teren w stronę ulicy Konopnickiej zajmował spory placyk z muszlą koncertową. Tu odbywały się występy artystyczne i często przygrywała orkiestra. (…) Atrakcją ogrodu był posadzony w maju 1923 roku Dąbek Wolności. Wzrost jego z satysfakcją obserwowali mieszkańcy, szczególnie ci młodsi.

Dąbek Wolności przez lata urósł do rangi patriotycznego symbolu Suwałk. W tym miejscu potajemnie w okresie "Solidarności" a później stanu wojennego składano kwiaty w rocznice świąt narodowych. Dąbek Wolności stał się miejscem manifestowania patriotyzmu i przywiązania do Ojczyzny, swoistym łącznikiem pomiędzy dawnymi i współczesnymi bojownikami o wolność i niezależność kraju.

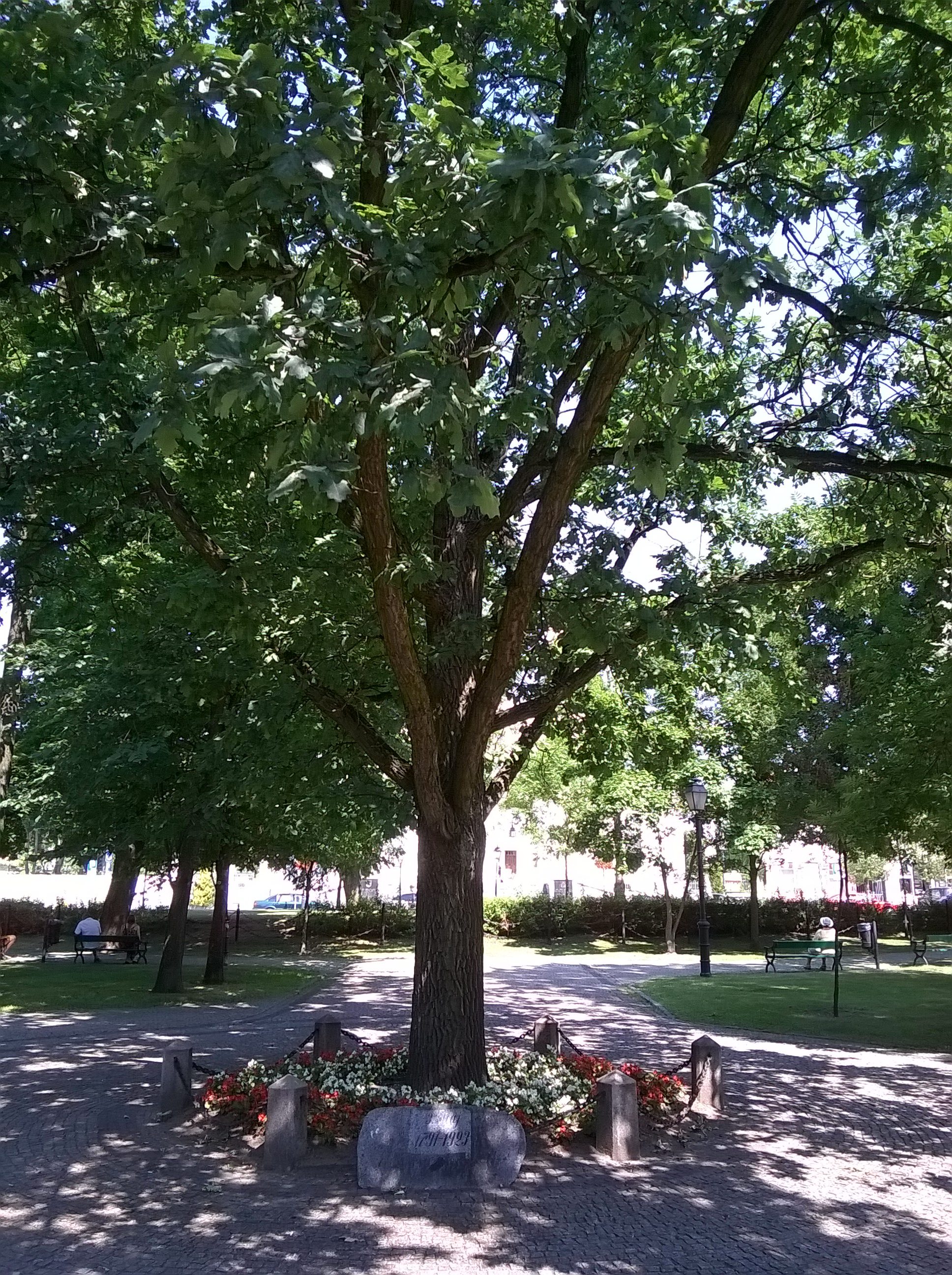
Dąbek Wolności. Pamiątkowy głaz i drzewo od strony południowej

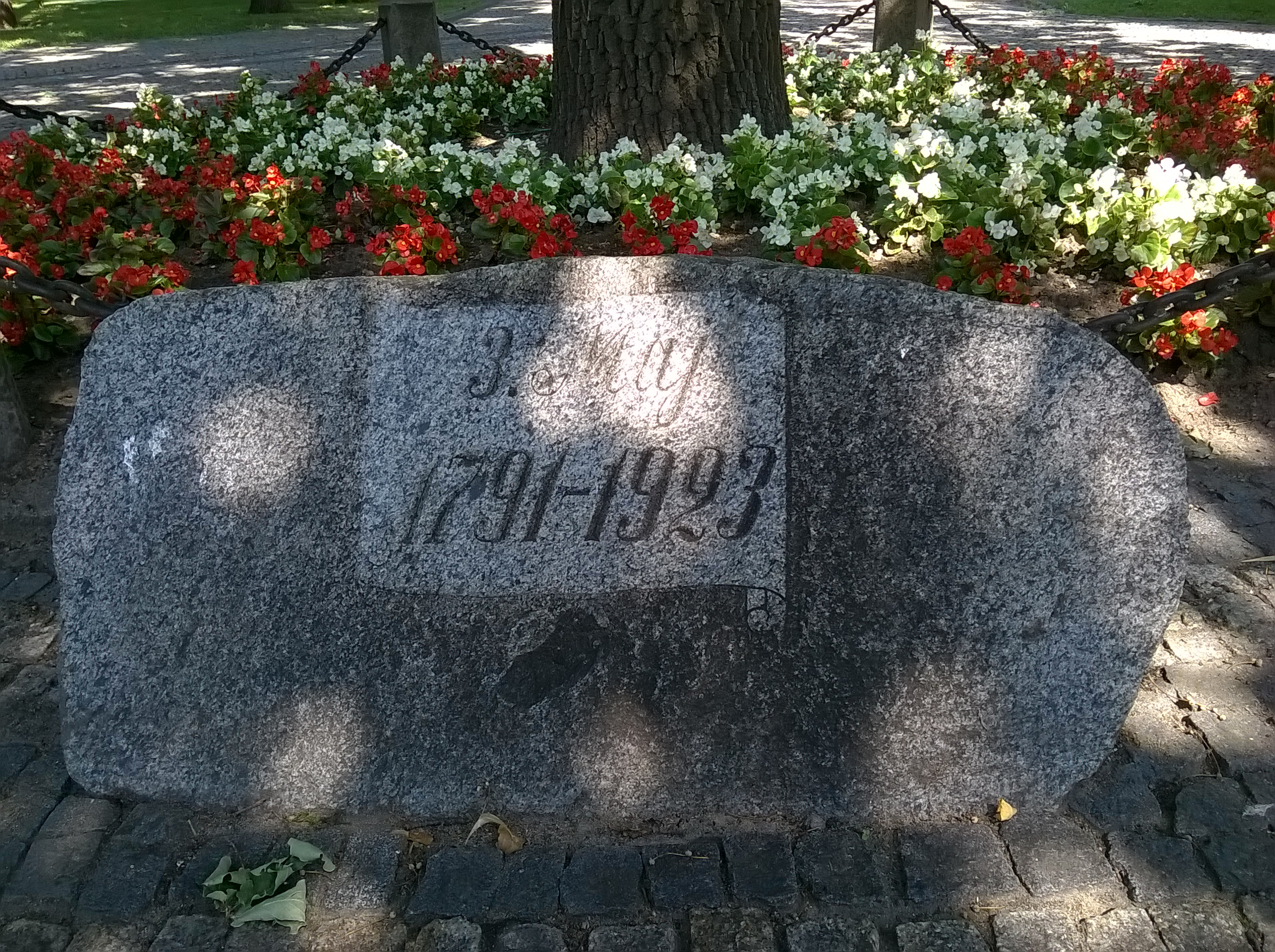
Dąbek Wolności. Pamiątkowy głaz z inskrypcją "3 Maj 1791-1923"